# Licinianus
Iulius Valens Licinianus (zm. ok. 250) – przywódca powstania przeciwko cesarzowi rzymskiemu Decjuszowi w 250 roku. Przejął władzę w Rzymie, wykorzystując nieobecność cesarza. Pokonany przez Waleriana, po kilkunastu dniach panowania i stracony.